# Tropicollesis albiceris
Tropicollesis albiceris är en fjärilsart som beskrevs av Louis Beethoven Prout 1930. Tropicollesis albiceris ingår i släktet Tropicollesis och familjen mätare. Inga underarter finns listade i Catalogue of Life.